# Trilogia indianista de José de Alencar

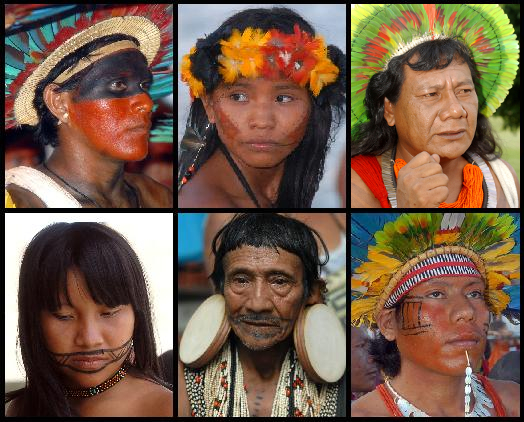
O Romantismo brasileiro encontrou no índio uma de suas mais autênticas expressões. Não era preciso importar o mito do "bom selvagem", de Rousseau: ele estava vivo nas matas brasileiras, identificadas como o "paraíso perdido" que nem mesmo os brasileiros conheciam.

Trilogia indianista de José de Alencar se refere aos três romances de temática indigenista escritos por José de Alencar: O Guarani, Iracema e Ubirajara.
O indianismo foi uma  das principais tendências do Romantismo brasileiro. Dele saíram algumas das melhores contribuições da nossa literatura romântica, quer na poesia de Gonçalves Dias, quer na prosa de José de Alencar.
A produção diversificada de Alencar estava voltada ao projeto de construção da cultura brasileira, no qual o romance indianista, buscando um tema nacional e uma língua mais brasileira, ganha papel de destaque.